# Tron: Evolution - Les Batailles du damier
Tron: Evolution - Les Batailles du damier (Tron Evolution: Battle Grids) est un jeu vidéo d'action-aventure développé par n-Space et édité par Disney Interactive Studios, sorti en 2010 sur Wii et Nintendo DS.
Tron: Evolution est une autre version du jeu sur Windows, PlayStation 3, Xbox 360 et PlayStation Portable.

## Accueil
- Jeuxvideo.com : 10/20 (Wii)[1] - 7/20 (DS)[2] - 7/20 (DS)[2].